# Lough Sillan
Lough Sillan (Loch Saileán) est un lough (lac) de 162 ha situé près de la ville de Shercock dans le comté de Cavan, en Irlande.

## Services
Un parc pour les mobile-homes et un terrain de jeux bien aménagés sont ouverts au public près du lac, à cent mètres de la route de Cootehill à l'écart de Shercock. S'y trouvent également une résidence composée d'une bonne vingtaine de maisonnettes en rondins, un court de tennis, une marina et un grand pré qui peut servir de terrain de football et où les enfants peuvent jouer. Le lac est très populaire : on peut y pratiquer la pêche et les activités nautiques (ski et jetski).
Les aires de service permettent de mettre à l'eau les bateaux qui sont normalement utilisés pour la pêche au brochet : des spécimens de 20 livres sont sortis chaque année.

## Histoire
Le 25 juillet 1878, le maître d'école Michael McCabe emmène ses élèves en voyage pour une sortie en bateau sur Lough Sillan. Après avoir parcouru une courte distance, le bateau chavire et coule. Le maître d'école, sa femme, 2 employés de l'école, et 13 élèves périssent. C'est l'une des noyades les plus tragiques qu'ait connu l'Irlande.
En juillet 2004, une plaque souvenir a été installée sur le sentier, près du rivage emprunté par ceux qui ont perdu la vie. L'historien local Rory Stewart a écrit un livre qui raconte l'évènement.